# Guising
Guising est une ancienne commune et un écart de la commune française de Bettviller dans le département de la Moselle.

## Toponymie
- D'un nom de personne germanique Giso suivi du suffixe -ing.
- Anciennes mentions[1],[2] : Gisingen (1267) ; Gysinga (1273), Gisingen ou Gissingen (1594), Giesen (1681), Guisingen (1755), Gisengen et Guiselling (1756), Guising (1771), Guisingen (cartes de Cassini et de l'État-major), Guissing (1801)[3].
- En francique lorrain : Gisinge. En allemand : Gisingen[2] ou Giesingen.

## Histoire
Une nécropole mérovingienne, découverte sur le plateau dominant le village, témoigne de l'ancienneté de l'occupation du site. L'écart est cité pour la première fois sous la forme Villa Gisingen en 1267.
Du point de vue administratif, le village est d'abord une dépendance du comté de Bitche au sein du duché de Lorraine, avant de devenir une éphémère commune française du canton de Rohrbach entre 1790 et 1811. Par décret du 19 avril 1811, Guising et Hoelling deviennent des annexes de la commune voisine de Bettviller.

## Démographie
| 1793 | 1800 | 1806 |
| ---- | ---- | ---- |
| 256  | 270  | 316  |

## Lieux et monuments
- La chapelle, dédiée à la Nativité de la Très Sainte Vierge Marie, reconstruite durant les premières années du XXe siècle. Elle remplace un oratoire construit en 1776, aux frais de François-Joseph Durand, procureur et notaire royal à Bitche et propriétaire à Guising, qui a été élevé tout à côté d'une croix devant laquelle les habitants s'assemblaient presque journellement, et cela dans le but de les mettre à l'abri des intempéries. Il s'agit d'un édifice en grès moellon, de type église-grange, avec tour-clocher hors-œuvre en façade et chevet polygonal. La chapelle est couverte d'un toit d'ardoises à longs pans et croupe, avec une flèche polygonale ; une fausse voûte d'ogives et des lambris assurent le couvrement[1].
- Au cœur de l'écart, face à l'église, les bâtiments du château s'ouvrent sur une cour. Construit dans la seconde moitié du XVIIIe siècle pour François-Joseph Durand, il s'apparente davantage à l'architecture rurale avec son moellon crépi, le logis et l'exploitation agricole sous le même toit, sans différenciation des volumes, ou encore par l'absence de décor. Mais il s'agit d'un édifice de vastes dimension, précédant autrefois un beau parc[1].